# Ramnagar (Mahottari)
Ramnagar (nepalski: रामनगर) – gaun wikas samiti w środkowej części Nepalu w strefie Dźanakpur w dystrykcie Mahottari. Według nepalskiego spisu powszechnego z 2001 roku liczył on 1230 gospodarstw domowych i 6833 mieszkańców (3219 kobiet i 3614 mężczyzn).